# Jean-Pierre Melville
Jean-Pierre Melville (geboren als Jean-Pierre Grumbach; Parijs, 20 oktober 1917 – aldaar, 2 augustus 1973) was een Frans filmregisseur. Hij is bekend geworden door Le Samouraï (1967) en Le Cercle rouge (1970). Zijn stijl inspireerde de Nouvelle Vague.

## Biografie
Melville was van Joodse afkomst. Tijdens de Tweede Wereldoorlog was hij betrokken bij het verzet. Hij nam toen de naam Melville aan, als eerbetoon aan de Amerikaanse auteur Herman Melville, en was betrokken bij Operatie Dragoon. Na de oorlog probeerde hij tevergeefs een licentie voor assistent-regisseur te krijgen. Daarop besloot hij films te maken op zijn eigen manier.
Melville werd een onafhankelijke filmmaker die aan het hoofd stond van enkele studio's. Hij werd vooral bekend om zijn tragische neo-noirs, zoals Le Samouraï en Le Cercle rouge. Hij riep vaak de hulp in van de acteur Alain Delon en andere grote namen zoals Jean-Paul Belmondo en Lino Ventura. Veel van zijn films hebben duidelijk Amerikaanse invloeden.
Melville was een van de eerste Franse regisseurs die echte locaties en geen decors gebruikte voor zijn films. Zijn stijl vormde de basis voor een heel nieuwe generatie filmmakers, de Nouvelle Vague. Hij verscheen later ook in een kleine bijrol in de Nouvelle Vague-film À bout de souffle (1960) van Jean-Luc Godard.
Melville stierf in 1973 op 55-jarige leeftijd aan een hartaanval. Tot op de dag van vandaag blijft hij een inspiratiebron voor regisseurs zoals o.a. John Woo, Kim Jee-woon, Quentin Tarantino, Nicolas Winding Refn, Alex van Warmerdam, Jim Jarmusch en Ringo Lam.

## Filmografie
- 1949 - Le Silence de la mer
- 1950 - Les Enfants terribles
- 1953 - Quand tu liras cette lettre
- 1956 - Bob le flambeur
- 1959 - Deux hommes dans Manhattan
- 1961 - Léon Morin, prêtre
- 1962 - Le Doulos
- 1963 - L'Aîné des Ferchaux
- 1966 - Le Deuxième Souffle
- 1967 - Le Samouraï
- 1969 - L'Armée des ombres
- 1970 - Le Cercle rouge
- 1972 - Un flic

Le Silence de la mer (1949) · Les Enfants terribles (1950) · Quand tu liras cette lettre (1953) · Bob le flambeur (1956) · Deux hommes dans Manhattan (1959) · Léon Morin, prêtre (1961) · Le Doulos (1962) · L'Aîné des Ferchaux (1963) · Le Deuxième Souffle (1966) · Le Samouraï (1967) · L'Armée des ombres (1969) · Le Cercle rouge (1970) · Un flic (1972)
- Bibsys: 90174227
- Biblioteca Nacional de España: XX1567069
- Bibliothèque nationale de France: cb122081589 (data)
- CiNii: DA06082198
- Gemeinsame Normdatei: 118580612
- International Standard Name Identifier: 0000 0001 2138 0901
- Library of Congress Control Number: n50007876
- Nationale Bibliotheek van Letland: 000348149
- Base Léonore: 19800035/1176/36112
- Bibliotheek van het Japanse parlement: 00936518
- Nationale Bibliotheek van Tsjechië: js20060505010
- Nationale bibliotheek van Australië: 35346330
- Nationale Bibliotheek van Israël: 987007462912305171
- Nationale Bibliotheek van Polen: a0000002851772
- Nederlandse Thesaurus van Auteursnamen: 073688142
- Réseau des bibliothèques de Suisse occidentale: 02-A000112902
- SNAC: w6zs3hd5
- Système universitaire de documentation: 030722748
- Trove: 920194
- Union List of Artist Names: 500471538
- Virtual International Authority File: 68978193
- WorldCat: E39PBJrchrFkdqd89dfmH3k4bd